# Skona (varumärke)
Skona är Ica:s eget varumärke för miljöanpassade produkter såsom rengöringsmedel, disk- och tvättmedel, toalettpapper och diskborstar. Varumärket lanserades 1991.
De flesta av Skona-varorna är miljömärkta med Svanen eller Bra Miljöval. Några av produkterna saknar miljömärkning eftersom det saknas kriterier i dessa fall. Ett par av produkterna är även märkta med Astma- och Allergiförbundets svala, vilket innebär minskad risk för överkänslighet när man använder dem.

### Fotnoter
1. ↑  Icas historik Arkiverad 10 augusti 2011 hämtat från the Wayback Machine.. ICA.